# Prázdniny
Prázdniny (zastarale vakace nebo poklesleji vagace, ještě dříve férie) jsou období volna na základních, středních či vysokých školách. Pro české základní a střední školy jsou termíny prázdnin určovány směrnicí ministerstva školství se zhruba ročním předstihem.

## Dějiny
Dekret Marie Terezie z roku 1776 zavedl podzimní (hlavní) prázdniny na 21. září až 31. října (školní rok začínal listopadem). Nařízením Josefa II. z roku 1786 byly hlavní prázdniny přesunuty na 16. červenec až 31. srpen. Poprvé hlavní prázdniny začaly v červenci v roce 1787. Důvodem bylo, aby děti mohly pomáhat rodičům na polích.
Počátkem 19. století byly prázdniny na venkovských školách 2 až 3 týdny (v některých se učilo bez přestání) a na hlavních a reálních školách byly od 15. srpna do 30. září. Později začínaly od 16. srpna. V nižších třídách byly jen 4 týdny. Výnosem ministerstva z roku 1919 i z roku 1935 bylo stanoveno, že školní rok trvá od 1. září do 31. srpna a že hlavní prázdniny trvají od 29. června do 31. srpna.

## Prázdniny na českých základních a středních školách
Druhy, délku a termíny školních prázdnin stanovuje Ministerstvo školství, mládeže a tělovýchovy vyhláškou.
Podle vyhlášky č. 16/2005 Sb. Období školních prázdnin tvoří v současnosti podzimní prázdniny, vánoční prázdniny, pololetní prázdniny, jarní prázdniny, velikonoční prázdniny a letní prázdniny. 

### Podzimní prázdniny
Podzimní prázdniny trvají 2 dny a přičleňují se ke státnímu svátku 28. října; jejich počátek stanoví pro každý školní rok Ministerstvo školství, mládeže a tělovýchovy. 

### Vánoční prázdniny
Vánoční prázdniny trvají od 23. prosince do 2. ledna následujícího kalendářního roku včetně. Připadne-li 23. prosinec na úterý, začínají prázdniny již předcházejícím pondělím. Jestliže 3. leden připadne na pátek, končí prázdniny tímto pátkem. Vánoční prázdniny jsou druhé nejdelší, nejdelší mohou být 16 dnů (pokud je Štědrý den v úterý nebo ve středu), nejkratší však pouze 11 dnů, pokud je Štědrý den v pátek, sobotu nebo v neděli. Pokud je Štědrý den v pondělí nebo čtvrtek, pak jsou tyto prázdniny dlouhé 12 dnů. 

### Pololetní prázdniny
Pololetní prázdniny trvají jeden den a připadají na pátek v době od 29. ledna do 4. února (nejbližší pátek po vydání pololetního vysvědčení).

### Jarní prázdniny
Jarní prázdniny trvají jeden týden. Termíny jejich konání se různí podle sídla školy v jednotlivých okresech. 

### Velikonoční prázdniny
Velikonoční prázdniny připadají na Zelený čtvrtek, který předchází Velkému pátku a Velikonočnímu pondělí. Do roku 2016, kdy se stal Velký pátek státem uznaným svátkem, připadaly prázdniny i na tento den.

### Letní prázdniny
Nejdelší prázdniny jsou vždy letní prázdniny, nejdelší dobu mohou být (včetně víkendů) až 67 dnů dlouhé, nejkratší dobu mohou být 62 dnů.
Objevují se návrhy na přesunutí termínu hlavních prázdnin do jiného časového rozmezí. Podle odborníků by přesunutí hlavních prázdnin na červen a červenec přineslo víc problémů než pozitiv. Důvodem k přesunu začátku na červen bývá výhodnější počasí v červnu, než srpnu, což ale meteorologické údaje nepotvrzují. Podle Jiřího Zajíčka, ředitele Masarykovy střední školy chemické v Praze a předsedy Unie školských asociací ČR, by byla změna školské legislativy vzhledem nepredikovatelnosti meteorologických výkyvů kontraproduktivní, protože jsou spolu provázány termíny konání přijímacích, závěrečných, maturitních a státních zkoušek.

### Mimořádné prázdniny
Kromě výše zmíněných řádných prázdnin mohou být vyhlášeny i mimořádné prázdniny, zpravidla v důsledku nějaké události nebo okolnosti, která činí výuku nevhodnou. Za komunistického Československa se několikrát vyskytly tzv. uhelné prázdniny (např. 1979) – šlo o mimořádné prázdniny za mrazivých zim, kdy školy neměly dost uhlí k vytopení tříd.
V současné době jsou nejčastějším případem tzv. chřipkové prázdniny v čase chřipkové epidemie, které vyhlašuje místně příslušný hygienik (zpravidla podle okresů) v okamžiku, kdy počet nemocných mezi žáky dosáhne určité meze. Účelem je omezit šíření epidemie. V roce 1995 byly dne 13. prosince vyhlášeny hlavním hygienikem dokonce celostátní chřipkové prázdniny, na které pak navazovaly řádné prázdniny vánoční.
V roce 2020 byla v souvislosti s pandemií covidu-19 přerušena prezenční výuka a prodlužovaly se podzimní prázdniny.

## Prázdniny na vysokých školách
Prázdniny na vysokých školách jsou určovány v akademickém kalendáři příslušné vysoké školy. Jejich vyhlášení je v pravomoci rektora. Zpravidla začínají po letním zkouškovém období v první polovině července a trvají do první poloviny září, kdy je zápis do dalšího ročníku. Někdy jsou prázdniny zkráceny různými odbornými praxemi. Často i během prázdnin mohou studenti konat zkoušky v opravných termínech. Doba vyučování se dělí na semestry či trimestry.

## Školní prázdniny v jiných státech

### Finsko
Hlavní prázdniny v roce 2018 byly od 4. června do asi poloviny srpna.

### Lichtenštejnsko
Hlavní prázdniny byly v roce 2018 v období od 7. července do 19.  srpna.

### Německo
Prázdniny jsou stanoveny rozdílně v jednotlivých spolkových zemích. Začátek hlavních prázdnin je zhruba v rozmezí od 25. června do 20. července, konec od začátku srpna do poloviny září. Hlavní prázdniny trvají většinou jen přibližně pět až šest týdnů.

### Polsko
Hlavní prázdniny byly v roce 2018 v období od 23. června do 31. srpna.

### Rakousko
Hlavní prázdniny jsou dvouměsíční. Ve Vídni, Dolních Rakousích a Burgenlandu začínají začátkem července a končí začátkem září, v ostatních spolkových zemích o týden později.

### Slovensko
V roce 2018 hlavní prázdniny začínaly 2. července a končily 31. srpna.

### Švýcarsko
Prázdniny jsou stanoveny rozdílně v jednotlivých kantonech. Začátek hlavních prázdnin je zhruba v rozmezí od poloviny června do 20. července, konec od začátku srpna do začátku září. Hlavní prázdniny trvají od tří týdnů do dvou a půl měsíce, většinou však pět nebo šest týdnů. V kantonu Aargau byly letní prázdniny od 12. července do 12. srpna.

### Turecko
Hlavní prázdniny v roce 2018 byly v období od 8. června do 17.  září.

## Podobné významy
V České republice se pojmem „prázdniny“ někdy označuje období měsíců července a srpna.
V 19. století se již také vyskytují parlamentní prázdniny. Ty bývají nepravidelné.
Roku 1928 je upravena doba pro soudní prázdniny na dobu od 1. července do 31. srpna.